# Bataille de Hakusukinoe
Guerre entre les royaumes coréens de Silla et de Baekje
La bataille de Hakusuki no e (白村江の戦い, Hakusuki no e no tatakai) ou bataille de Baekgang est une bataille navale qui se déroula en 663 à l'embouchure de la rivière Paekchon-Gang, en Corée entre le royaume coréen de Silla allié aux Tang chinois d'une part, et le royaume coréen de Baekje allié au Yamato d'autre part. Elle se termina par une écrasante victoire de Silla et de ses alliés chinois.

## Contexte historique
Au VIIe siècle, la Corée est divisée en trois royaumes : le Royaume de Koguryo au nord de la péninsule, s'étend jusqu'en Mandchourie ; le Royaume de Silla au sud-est ; et le Royaume de Baekje au sud-ouest. Ces trois royaumes sont rivaux et les guerres sont fréquentes. Depuis un siècle, la puissance de Koguryo décline, tandis que Silla a étendu son territoire et accroit sa puissance grâce à diverses réformes. Baekje se réforme également, mais ne peut rivaliser avec son voisin.
En 660, le Royaume de Silla s'allie à la Chine de la dynastie Tang. En infériorité numérique écrasante, les forces du Baekje sont balayées en quelques semaines et forcées de se réfugier dans diverses places fortes. Officiellement, le Royaume coréen de Baekje cesse d'exister. Officieusement son armée existe encore et résiste de 660 à 664, retranchée dans Churyu, et forme un gouvernement qui se cherche désespérément un allié puissant. Ce sera l'état du Yamato. Celui-ci entretien traditionnellement des systèmes d’alliances avec les royaumes et entités du sud de la péninsule coréenne, en raison de leur proximité culturelle, et surtout d’intérêts économiques et commerciaux. Le Yamato assemble une grande flotte pour transporter son armée. En 661, l'armée conduite par l'impératrice Kōgyoku était prête à quitter Kyūshū pour la Corée quand l'impératrice mourut. Son successeur, l'empereur Tenji, envoya finalement l'armée en 663.

## Prélude à la bataille
Début août 663, la flotte japonaise, forte de 400 navires (dont beaucoup de transport) est en vue des côtes orientales de la Corée. Elle est repérée par les forces du Silla dont la maigre flotte refuse le combat. Prévenus, les Chinois rassemblent leur flotte, qui ne compte que 170 navires.
Mi-août 663, la flotte japonaise dépasse le détroit de Jeju avec l'intention de remonter le fleuve Geum (grand fleuve du sud-ouest de la Corée) pour débarquer leurs troupes le plus près possible de Churyu. Mais les Chinois ont anticipé ce mouvement et ont formé entretemps une ligne compacte de navires qui barre le fleuve d'une rive à l'autre, à une cinquantaine de kilomètres à l'intérieur des terres.

## La bataille
Le 27 août 663, après de nombreuses discussions, les commandants Japonais lancent l'assaut. Mais l'étroitesse (relative) du fleuve annule leur imposant avantage numérique et les Chinois se montrent suffisamment disciplinés pour réussir à maintenir leur ligne. L'assaut est repoussé.
Le même jour, plusieurs autres assauts sont lancés et repoussés, il en va de même pour celui tenté de nuit et ceux lancés le lendemain. Les Chinois ont un avantage tactique et technique : leurs navires sont mieux conçus, leurs officiers plus expérimentés et leurs troupes plus disciplinées.
Le 28 août, devant les pertes japonaises déjà importantes et l'état de fatigue et de démoralisation visible par l'ennemi, les Chinois passent soudain à la contre-offensive dans l'après-midi. Les japonais, surpris, n'ont pas le temps de manœuvrer. Ils sont débordés et ceux qui ne trouvent pas leur salut dans la fuite sont encerclés et taillés en pièces par les Chinois.

## Conséquences
Cette écrasante victoire chinoise scelle le destin de Baekje, qui disparaît en tant qu'État indépendant. L'armée assiégée dans Churyu est contrainte par la faim à la reddition l'année suivante. Pour Silla, cette victoire en annonce encore deux autres : la conquête du dernier royaume coréen au Nord et l'éviction des Tang de Chine qui pensaient y installer des colonies pour prix de leur aide. Enfin, cette bataille et l'unification de la Corée qui suit mettent fin à l’interventionnisme du Yamato dans les affaires de la péninsule coréenne, et distant les liens politiques et culturels jusque là étroit entre la péninsule et l'archipel japonais, favorisant ainsi une différenciation culturelle plus forte entre ces deux espaces.
Quelques membres de la famille de Baek se réfugient au Japon. Zenko, fils du dernier roi, fonde même un clan : Kudara no Konikishi. Au Yamato, la défaite fait naître des craintes sur une possible invasion. En conséquence, les souverains fortifient les côtes et les îles face à la Corée, fortifications qui ne verront jamais de combats et seront peu à peu abandonnées. Le Japon devra attendre 1592 et les expéditions d'Hideyoshi pour entreprendre une nouvelle opération d'envergure vers le continent.

## Sources
1. 1 2 3 4 5 6 7  Laurent Nespoulous et Pierre-François Souyri, Le Japon : Des chasseurs-cueilleurs à Heian, -36 000 à l'an mille, Paris, Belin, coll. « Mondes anciens », 2023, 538 p., chap. 7 (« Le Japon archaïque »), p. 293-301.

- (fr) Louis Frédéric, Le Japon, dictionnaire et civilisation, Paris, Robert Laffont, coll. « Bouquins », 1996, 1419 p. [détail des éditions] (ISBN 2-221-06764-9)
- R.G. Grant et Christopher Page, Batailles navales, de l'Antiquité à nos jours, Flammarion, Paris, 2009.
- Steve Serafino, « La bataille de Hakusuki no e : la défaite la plus hallucinante du Japon ancien ? », La Revue d'Histoire Militaire, Les Lilas, La Revue d'Histoire Militaire, 2020